# اندیس زغالسنگ سفیدآب
زغالسنگ سفیدآب یک اندیس غیرفلزی است که در  استان قزوین قرار دارد و مادهٔ معدنی موجود در آن، ذغالسنگ است.سنگ میزبان این اندیس آهک است و دیرینگی آن به دوران ژوراسیک - تریاس می‌رسد. در این اندیس، پاراژنز‌های لیگنیت یافت می‌شوند.